# Тринадцята казка
«Трина́дцята ка́зка» (англ. The Thirteenth Tale) — дебютний роман Діани Сеттерфілд. Виданий у Великій Британії у 2006 році, українською мовою виданий уперше у 2007, вдруге у 2016 році у видавництві «КСД». 

## Сюжет
Знаменита письменниця Віда Вінтер (точніше, Аделіна Марч — жінка, що ховалася під цим псевдонімом), довгі роки залишалася загадкою для своїх шанувальників. Жодного достовірного факту біографії, жодного слова правди у численних інтерв'ю, жодного пояснення, чому в її найзнаменитішій книзі «Тринадцять казок» лише дванадцять розділів… Яким же було здивування скромної власниці букіністичної крамниці Маргарет Лі, коли іменита письменниця запропонувала їй написати свою біографію! Затишна бібліотека та старовинний маєток Енджелфілд, де таємниці за кожними дверима, — Маргарет наче повернулася до дому, який колись залишила. Може тому, що в неї, як і у Віди Вінтер, була сестра-близнючка, трагічно втрачена? Крок за кроком, блукаючи лабіринтом старих родинних драм, загадкових зникнень та патологічної любові до свого другого «я», Маргарет наблизиться до фіналу останньої казки, щоб стати однією з її героїнь…

## Екранізація
Проєкт екранізації роману ініціювала телемережа BBC Two, що вирішила зробити з книги повнометражний телефільм — «Тринадцята казка». Зйомки довірили кінокомпанії Heyday Films, сценарій написав Крістофер Хемптон, а режисером став Джеймс Кент. Одну з головних героїнь, письменницю Віду Вінтер, зіграла Ванесса Редгрейв, а її біографа Маргарет Лі — Олівія Колман. Також в проєкті були зайняті Софі Тернер, Стівен Маккінтош, Антонія Кларк, Олександра Роач, Емілі Бічем, Майкл Джібсон, Том Гудман-Хілл, Ліззі Хоуплі і інші. Юну Віду зіграла зірка «Гри престолів» Софі Тернер. Знімання розпочалося в червні 2013 року, а вже 30 грудня 2013 року відбулася прем'єра 90-хвилинного телефільму на каналі BBC Two. 